# Balneário da Cultura castreja

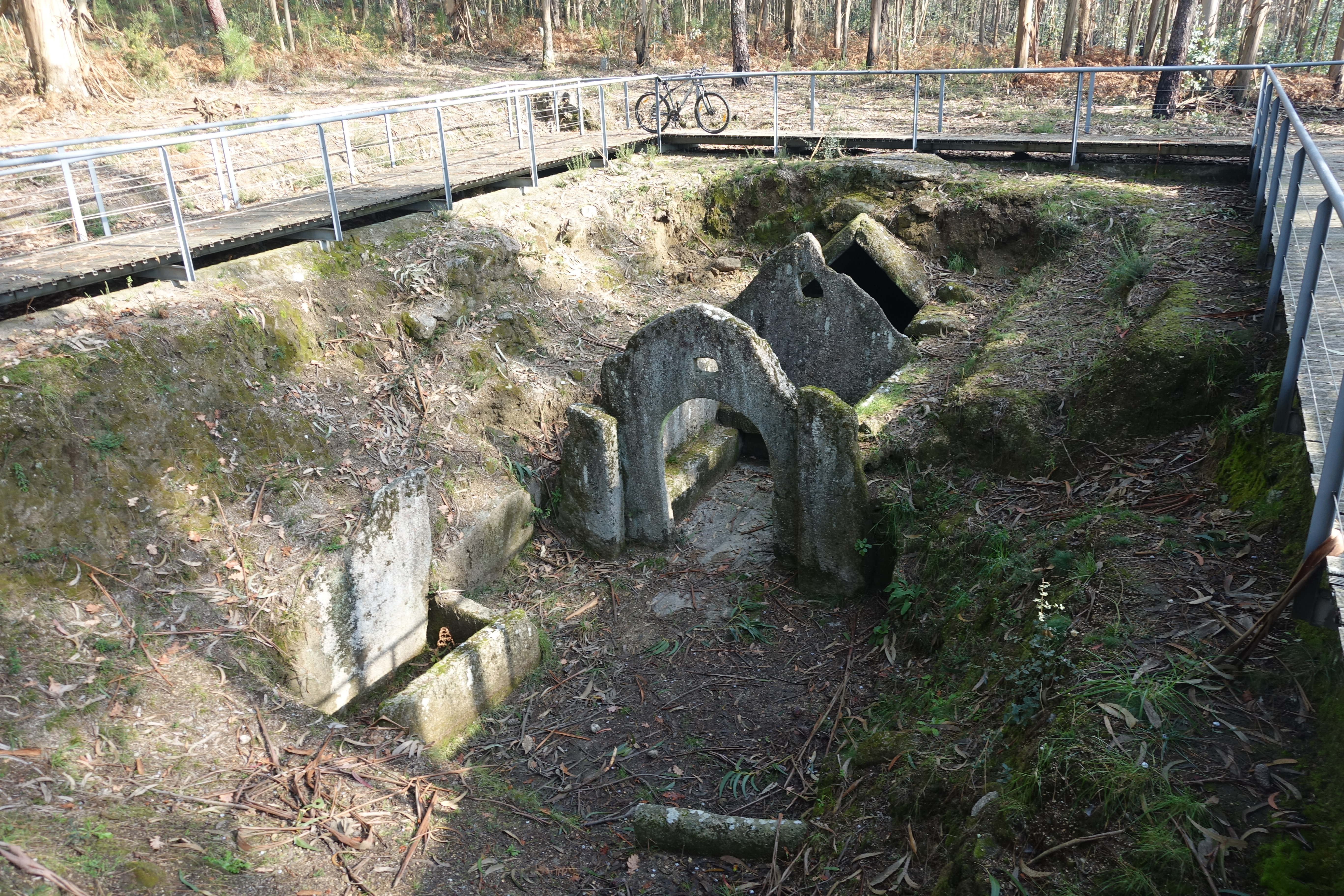
Balneário de Santa Maria de Galegos, Barcelos

O balneário da Cultura castreja é uma construção megalítica que consistia num sauna de uso ritual, de banhos de vapor e água fria localizados na antiga Galécia ou seja na Galiza, Astúrias e Norte de Portugal.

## Descoberta
Dentro das construções simples dos castros, os balneário são construções com relativa monumentalidade e complexidade. O primeiro elemento conhecido foi uma pedra formosa, grande pedra decorada, que estava no adro da Igreja de Santo Estêvão de Briteiros em Guimarães; em 1876 mandada reconduzir por Francisco Martins Sarmento para a Citânia da freguesia, e em 1897 deu entrada no Museu de Guimarães. Martins Sarmento pensou inicialmente que se tratava de uma ara de sacrifícios. Mas em 1930, ele encontrou nessa mesma citânia de Briteiros outra grande pedra decorada, que manteve a sua posição original, estava no meio dum edifício retangular, diferente das demais construções dos castros, e funcionava como divisória. 
Pelo que o mistério ainda não estava resolvido, conhecia-se a função da pedra mas não do monumento. Desde então houve várias hipóteses:
- Um mausoléu: Martins Sarmento pensou que era um sepulcro e a Pedra Formoso o seu frontispício.[1]
- Santuário ou santuário de culto das águas, dedicado a Nabia, divindade feminina da guerra.[2]
- Forno crematório: A monumentalidade e as decorações da pedra formosa, o facto do edifício estar um pouco afastado do povoado, os tanque ou pias desgastados na parte superior supostamente ao afiar instrumentos metálicos, foram interpretados por alguns como local de sacrifícios e o forno no fundo do edifício como um forno de cremação dos cadáveres.[3]
- Forno de cozer o pão.[4]
- Forno de cozer cerâmica.[5]
- Forno metalúrgico.[6]
- Matadouro de animais[7]

Foi o estudo dos balneários de Santa Maria de Galegos, relativamente bem conservado  e o de Tongóbriga, junto às antigas termas romanas, que dissipou algumas dúvidas ainda que não seja completamente consensual, mas a grande maioria dos investigadores pensam que se trata bem dum balneário.
Num primeiro momento pensou-se que na origem destes balneários houvesse uma influência romana com as termas romanas, mas sabe-se hoje que já existiam nos castros um pouco em antes dos primeiros contactos com o mundo romano. Começaram a ser construídos no final do Século V a.C. ou inícios do Século IV a.C.
Já Estrabão relatou este costume do povo galaico:
| “ | Diz-se que alguns dos que habitam junto ao rio Douro vivem à maneira lacónica, utilizando lugares específicos para se ungirem duas vezes por dia, tomando banhos de vapor produzido por pedras aquecidas, banhando-se em água fria e fazendo uma única refeição diária, com limpeza e simplicidade. | ” |
|   | — Estrabão, Geografia III.3.6. |   |

## Descrição e princípio de funcionamento

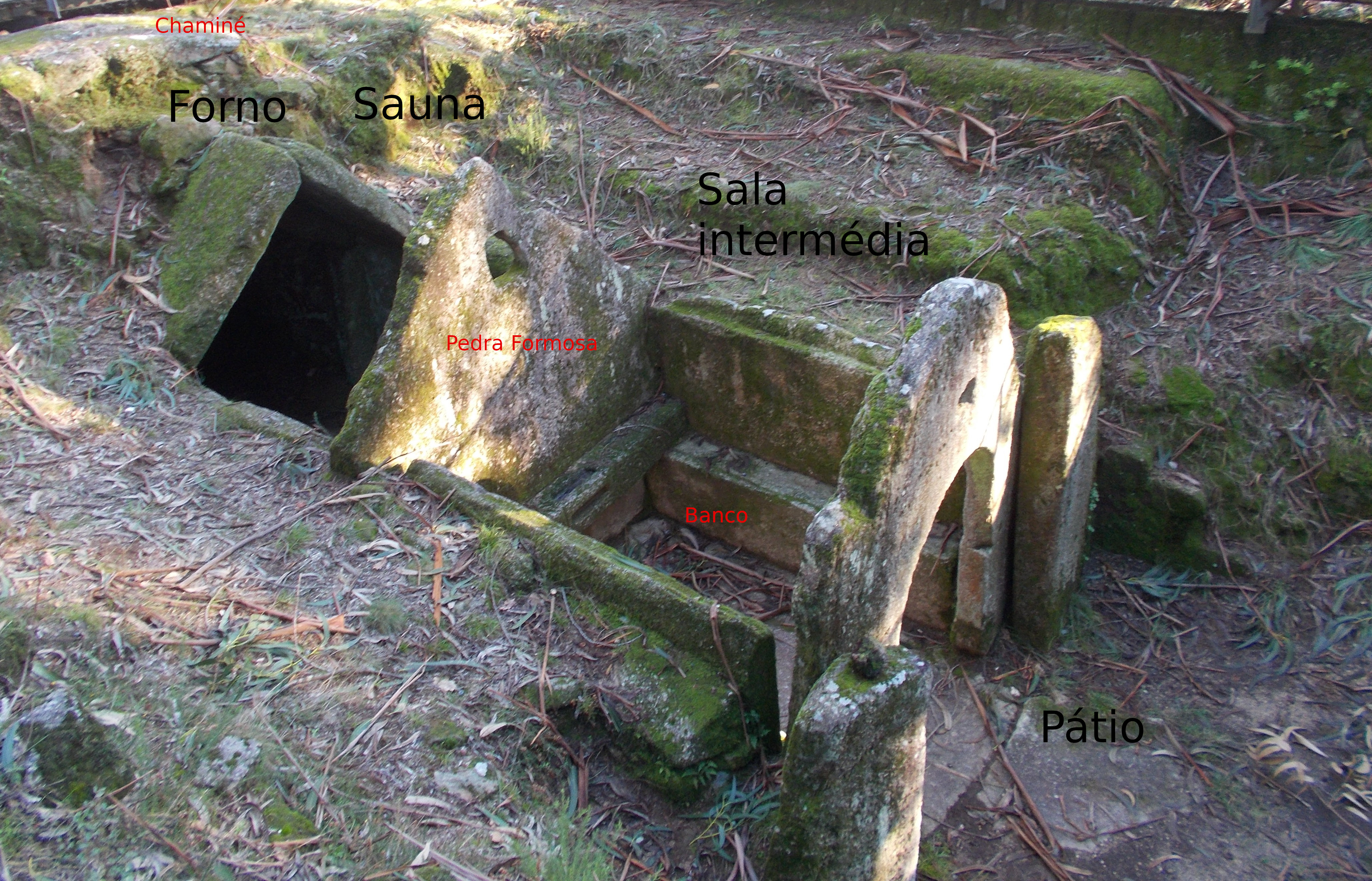
Vista do Balneário de Santa Maria de Galegos, Barcelos.

Todas os balneários da Galiza, Astúrias e Norte de Portugal têm características comuns. As suas dimensões variam de 12,5 m de Briteiros a 9.6 m do Monte da Saia.
A maioria deles estão curiosamente fora do castro ou da citânia, um pouco mais abaixo, numa via de acesso e perto de fontes ou pequenas linhas de água. O edifício era semienterrado, em parte por motivos arquitetónicos, para facilitar a construção, usando a terra como contraforte de paredes mais finas. Também reforçava o isolamento do edifício. Mas em contra partida, obrigava a construção a situar-se fora do recinto da povoação, num local mais baixo com um solo mais fundo, que no castro construído sobre pouco solo, no meio de penedos.
De planta retangular com cabeceira geralmente em abside, internamente, aparecem diferentes salas sucessivas:
|       |  |         |
| Forno |  | Chaminé |

- um forno circular com o tecto em falsa cúpula, e cobertura por uma grande pedra furada que serve de chaminé e que talvez podia ser removida para alimentar o forno em lenha, uma larga porta dissipava o calor para a sala seguinte.

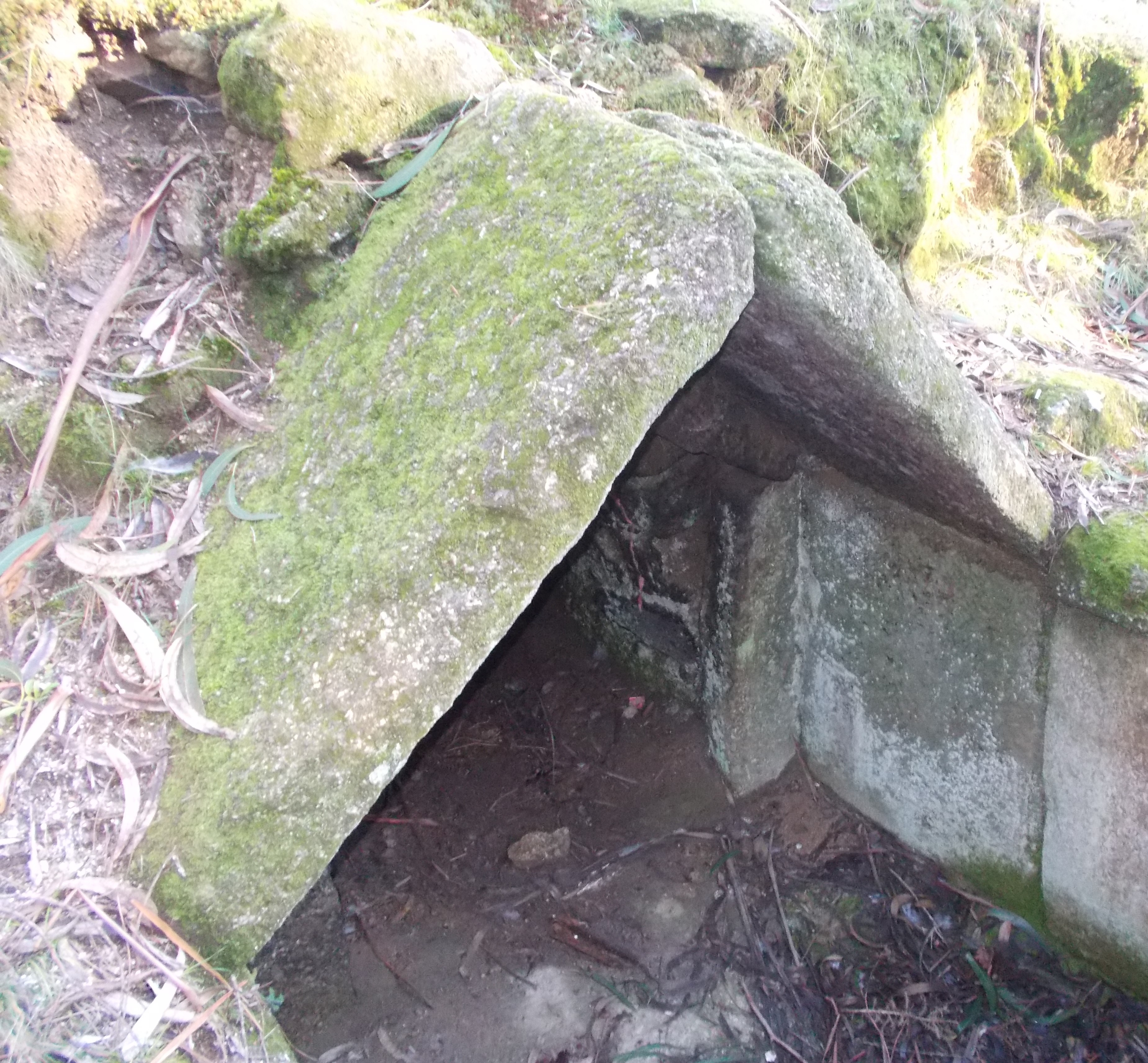
Cobertura

- O Sauna, era uma sala de vapor com um temperatura muito quente, a cobertura é de pedra de dois declives. O chão é particularmente bem aperfeiçoado, feito de pedras grandes lisas e bem encaixadas. É separada da sala intermédia pela Pedra Formosa com uma pequena abertura semicircular, o que faz que a única luz provém da fogueira do forno e da abertura na base da pedra de separação. Embora como a laje destinava-se a reter o calor proveniente da sala de sauna a abertura podia ser tapada por uma portinha de madeira. Na Espanha, a separação entre a sala central e o sauna fazia-se  talvez através de painéis de madeira. O vapor era produzido por aspersão de água em cima de pedras muitas quentes aquecidas no forno. [8]

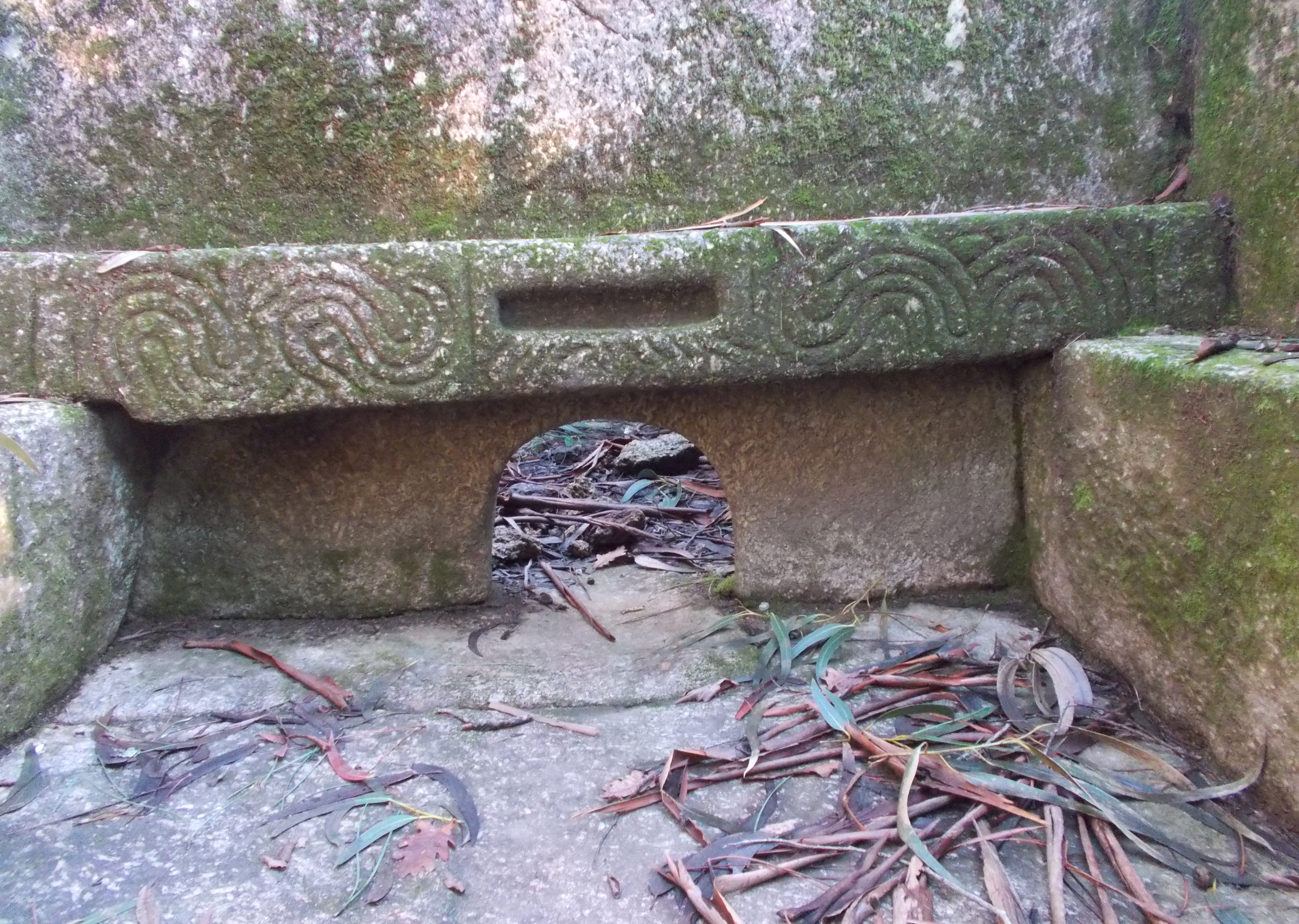
Pormenor da Pedra Formosa

- A sala intermédia, com uma temperatura mais amena, tem em alguns casos bancos de pedra nas laterais (Braga, Galegos...) talvez por ser a sala em que se permanecia mais tempo eventualmente para aclimatar-se ao calor do sauna e em sentido inverso ao frio do átrio.[9] A pedra formosa tem em alguns casos pequenos rasgos para colocar as mãos molhadas e assim agarrar-se firmemente para deslizar o corpo pela pequena abertura.[8]
- Um pátio ou átrio ao ar livre, com pelo menos um tanque, feito de grandes pedras, para banhos de água fria e um canal com caleiras de pedra.[9]

## Pedra formosa

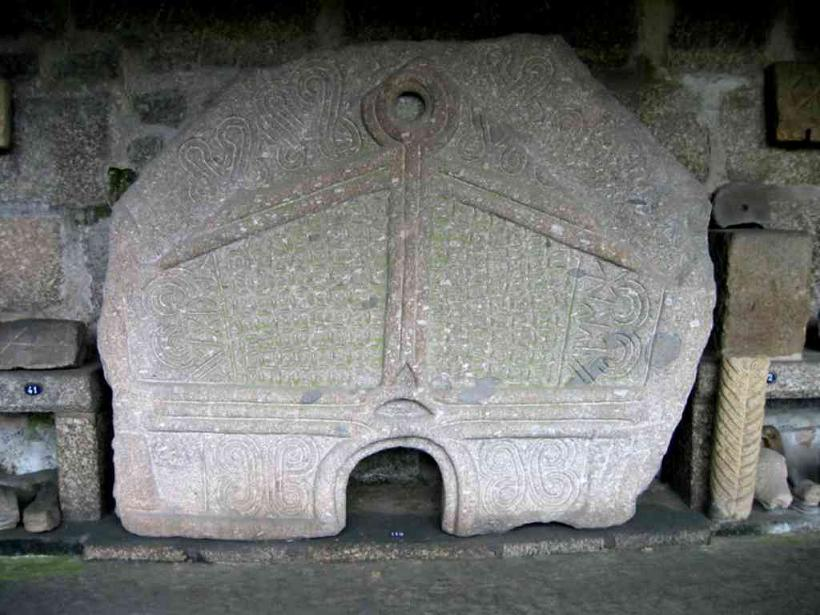
Pedra Formosa da Citânia de Briteiros (Guimarães, Portugal).

Uma pedra formosa é um monólito de grandes dimensões localizado no interior dos balneários, e que dividia a sala intermédia e o sauna de vapores quentes no entanto permitia a passagem por uma pequena abertura. São conhecidas onze Pedras Formosa em Portugal e só uma na Galiza, dessas todas, nove são decoradas. As pedras formosas mais decoradas com motivos geométricos são as Bracarenses: como Briteiros, Alto das Eiras ou Alto das Quintas. As gravuras além da sua função decorativa tem mais interpretações porque os motivos geométricos represente certamente forças da natureza e outra simbologia religiosa que não entendemos. As hipóteses para esse duplo discurso são no caso de discos, astros como o sol ( tríscele) e lua, e para os motivos em SSS  as ondas da água. A mensagem dessas pedras seria reservada a um numero limitado de iniciados, do qual não fazemos parte.

## Função
A exata função dos balneários não é conhecida. Obviamente serviam para banhos de vapor não lúdicos, e par tratamento medicinal das vias respiratórias, mas desconhece-se o ritual em si.  A presença de gravuras na Pedra Formosa e na entrada do balneário, a presença de monólitos como em Braga, a passagem tão estreita da  Pedra Formosa (renascimento), deixa pensar que havia um ritual de purificação associado a religião/magia para aumentar o poder de cura, ou algum rito de iniciação praticado por sociedades guerreiras. Enquanto outros acreditam que era uma forma de enaltecer divindades indígenas como Nabia e outras divindades de natureza aquática. 
Outros especialistas, como Felipe Arias, acreditam que poderia ter um valor iniciático para os jovens, como passagem para a vida adulta. García Quintela interpreta os balneários como uma ferramenta que permitia acumular os quatro poderes da física antiga: fogo, água, terra e ar.

## Exemplos

### Espanha
- Balneário de Castelón de Castañoso, localizado num outeiro de difícil acesso conhecido como Campo do Castro em Castelón de Castañoso em Maderne, A Fonsagrada (Lugo), sendo um dos poucos exemplos desta construção no atual território galego. A  Pedra  Formosa está fraturada  [16]
- Balneário de Castro da Atalaia, descoberto em 1974 em Cervo (Lugo).[15]
- Balneário do Castro de Borneiro, em Borneiro, Cabana de Bergantiños, na Corunha.
- Balneário do Castro de Armeá em Águas Santas, Allariz, em Ourense.
- Em 2017 na península do Sarridal, na zona conhecida como Campo do Castro, na Comarca de Cedeira foi encontrado  um monumento com um forno. [17]

### Norte de Portugal
Os Balneários portugueses destacam-se pela beleza das suas Pedra Formosa. Alguns exemplos:
- Citânia de Briteiros, situada na freguesia de Salvador de Briteiros ( Guimarães ), uma pedra formosa está exposta na Sociedade Martins Sarmento. É um monólito granítico, trabalhado há cerca de três mil anos. Tem quase três metros de largura e mais de dois metros de altura, pesando aproximadamente cinco toneladas.
- Castro das Eiras, na freguesia de Pousada de Saramagos ( Vila Nova de Famalicão ) foi identificado em 1880 por Martins Sarmento. Em 1990, o gabinete de arqueologia do concelho de Vila Nova de Famalicão retomou as escavações. [18] .
- Citânia de Sanfins, um dos principais sítios arqueológicos da Península Ibérica, situado na freguesia de Sanfins de Ferreira ( Paços de Ferreira ). Nele, o edifício destinado aos banhos destaca-se pela sua técnica e equipamentos. Os primeiros estudos desta Citânia devem-se a Martins Sarmento e Leite de Vasconcelos .
- Balneário de Tongóbriga encontrada nos vestígios de uma cidade romana situada na freguesia de Freixo (Marco de Canaveses) ( Marco de Canaveses ), junto às antigas termas romanas [19] .
- Balneário de Santa Maria de Galegos, Barcelos. É o balneário mais bem conservado até hoje descoberto.

## Localização
- 1 Sardoura, Castelo de Paiva

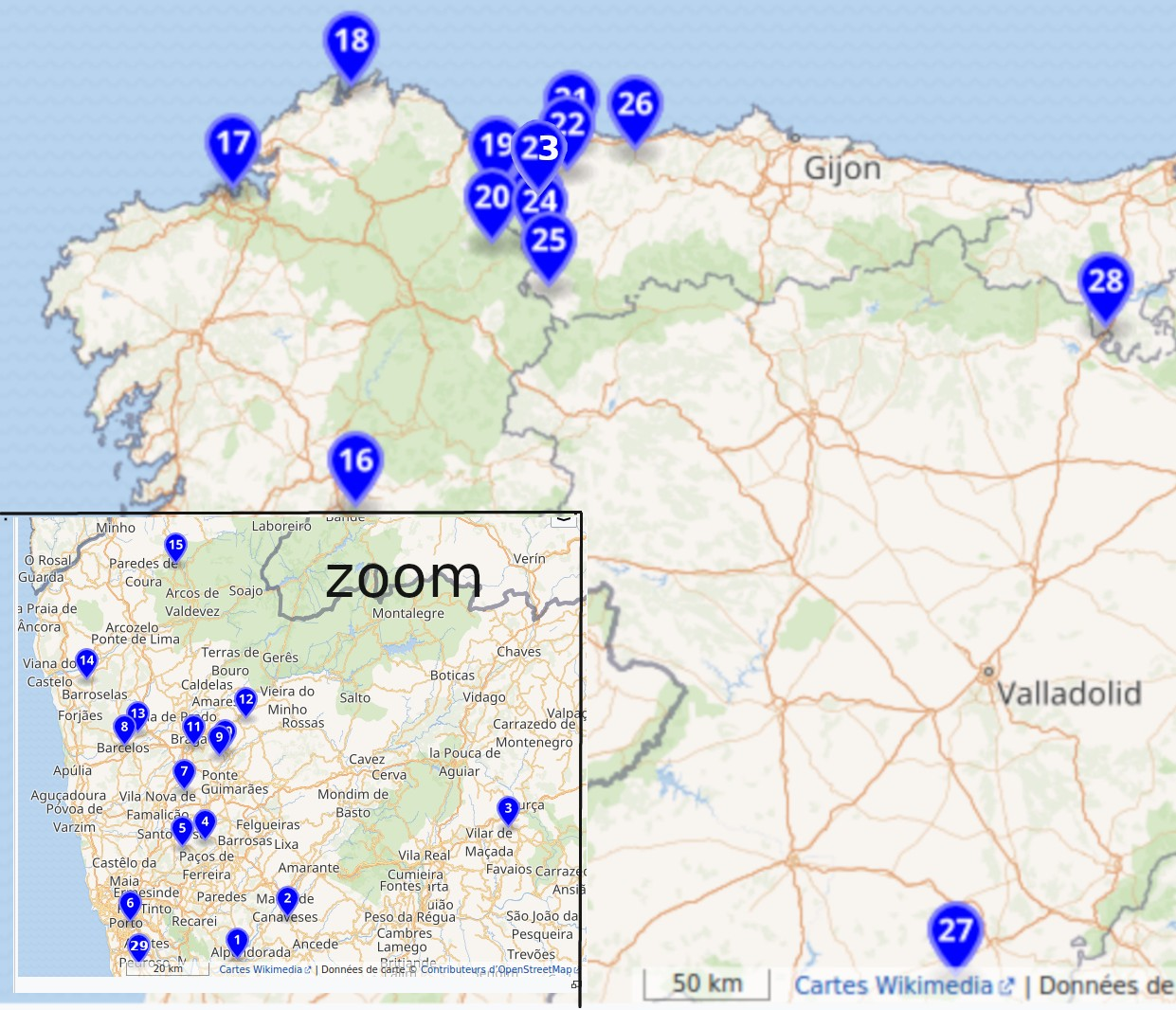
Localização dos balneários

- 2 Tongóbriga Freixo, Marco de Canaveses
- 3 Ribalonga, Alijó
- 4 Citânia de Sanfins, Paços de Ferreira
- 5 Castro do Monte Padrão, Santo Tirso
- 6 Vermoim, Vila Nova de Famalicão
- 7 Eiras, Vila Nova de Famalicão
- 8 Saia, Barcelos
- 9 Citânia de Sabroso, Guimarães
- 10 Citânia de Briteiros, Guimarães (2 balneários)
- 11 Braga
- 12 Calvos, Póvoa de Lanhoso
- 13 Galegos, Barcelos
- 14 Castro de Roques, Viana do Castelo
- 15 Eiras, Arcos de Valdevez
- 16 Santa Mariña de Augas Santas, Orense
- 17 Monte Borneiro, Corunha
- 18 Punta dos Prados, Espassante
- 19 Os Castros, Taramundi
- 20 Castelón de Castañoso, Maderne
- 21 Cuaña, Villacondide (2 balneários)
- 22 Pendia, Boal (2 balneários)
- 23 Chao Samartín
- 24 Monte Castelo de Pelóu
- 25 Castro de Cecos?
- 26  Casteliu de Llagú, Trevias?
- 27 Castro de Ulaca, Solosancho?
- 28 Monte Ornedo, Valdeolea
- 29 Monte Murado, Vila Nova de Gaia[8]

As ruinas de Castro de Cecos (25), Casteliu de Llagú (26), Castro de Ulaca (27) poderão ser 
eventualmente balneários.

## Galeria de imagens

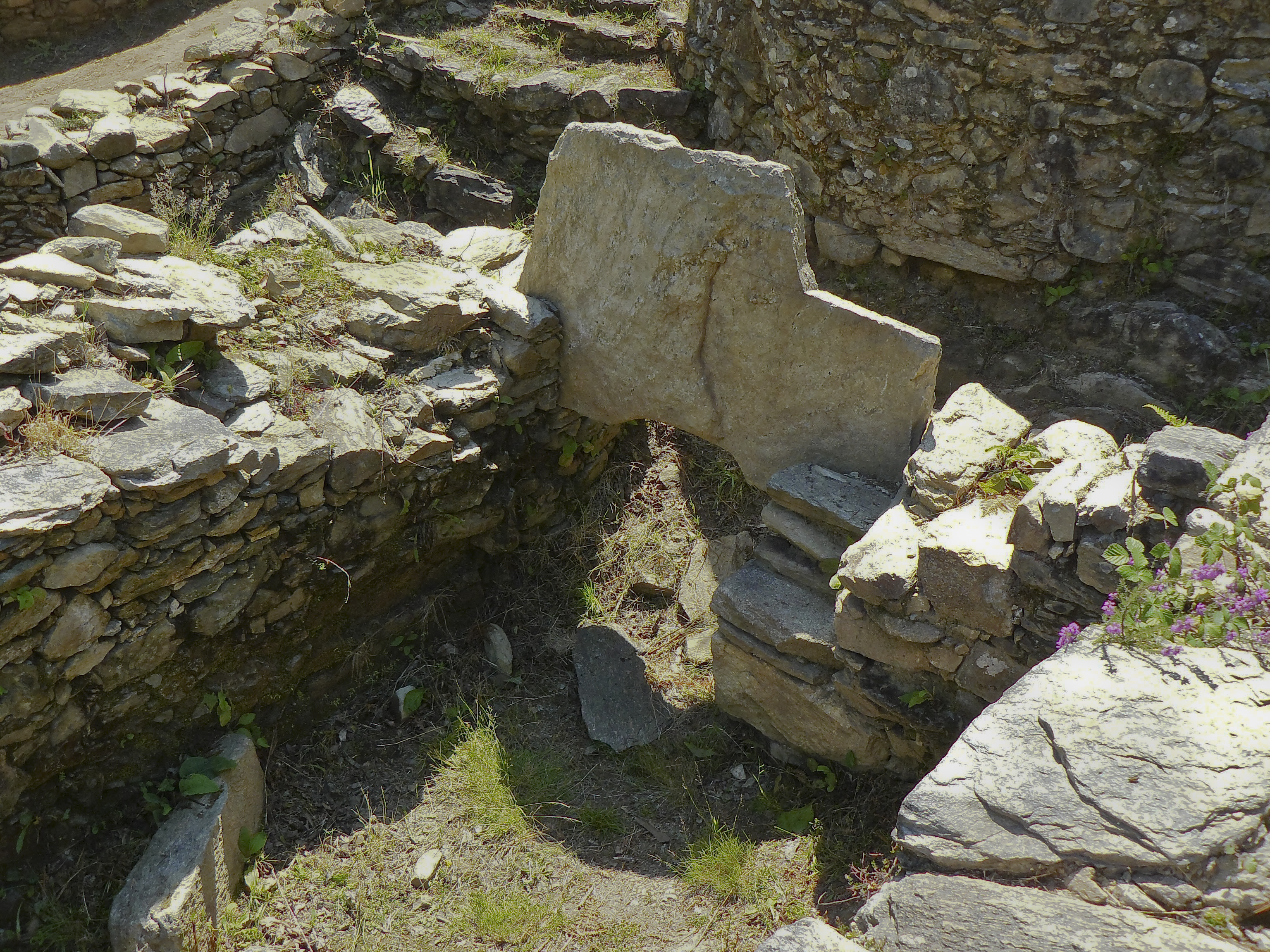
Balneário do Castro de Borneiro (Cabana de Bergantiños).
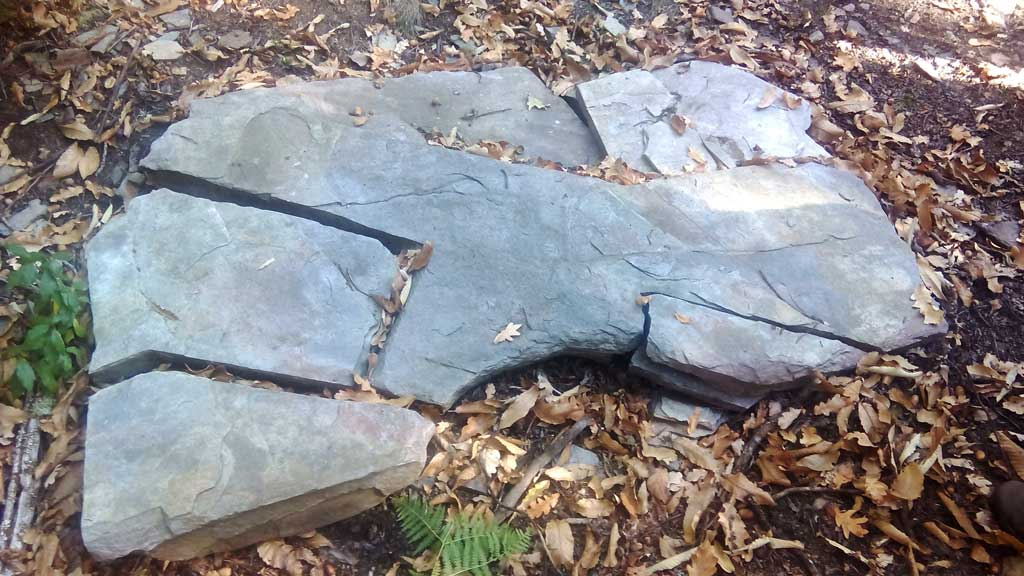
Pedra Formosa do balneário de Castañoso (A Fonsagrada).
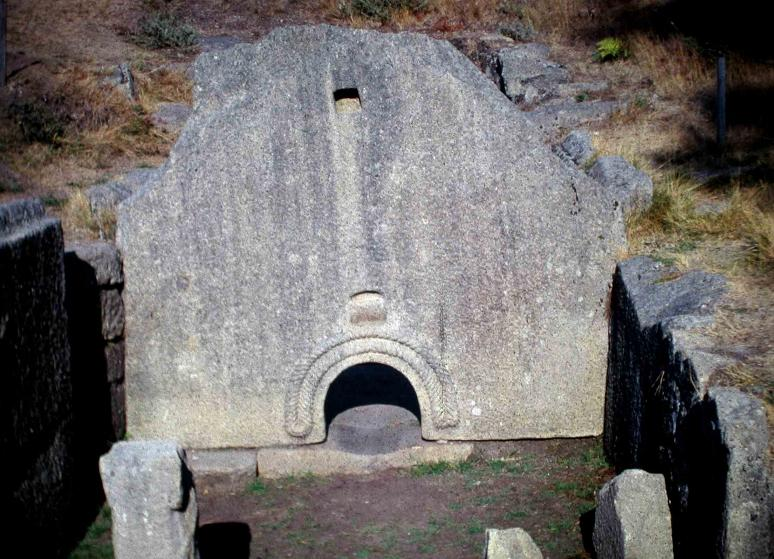
Citânia de Sanfins (Paços de Ferreira, Portugal).
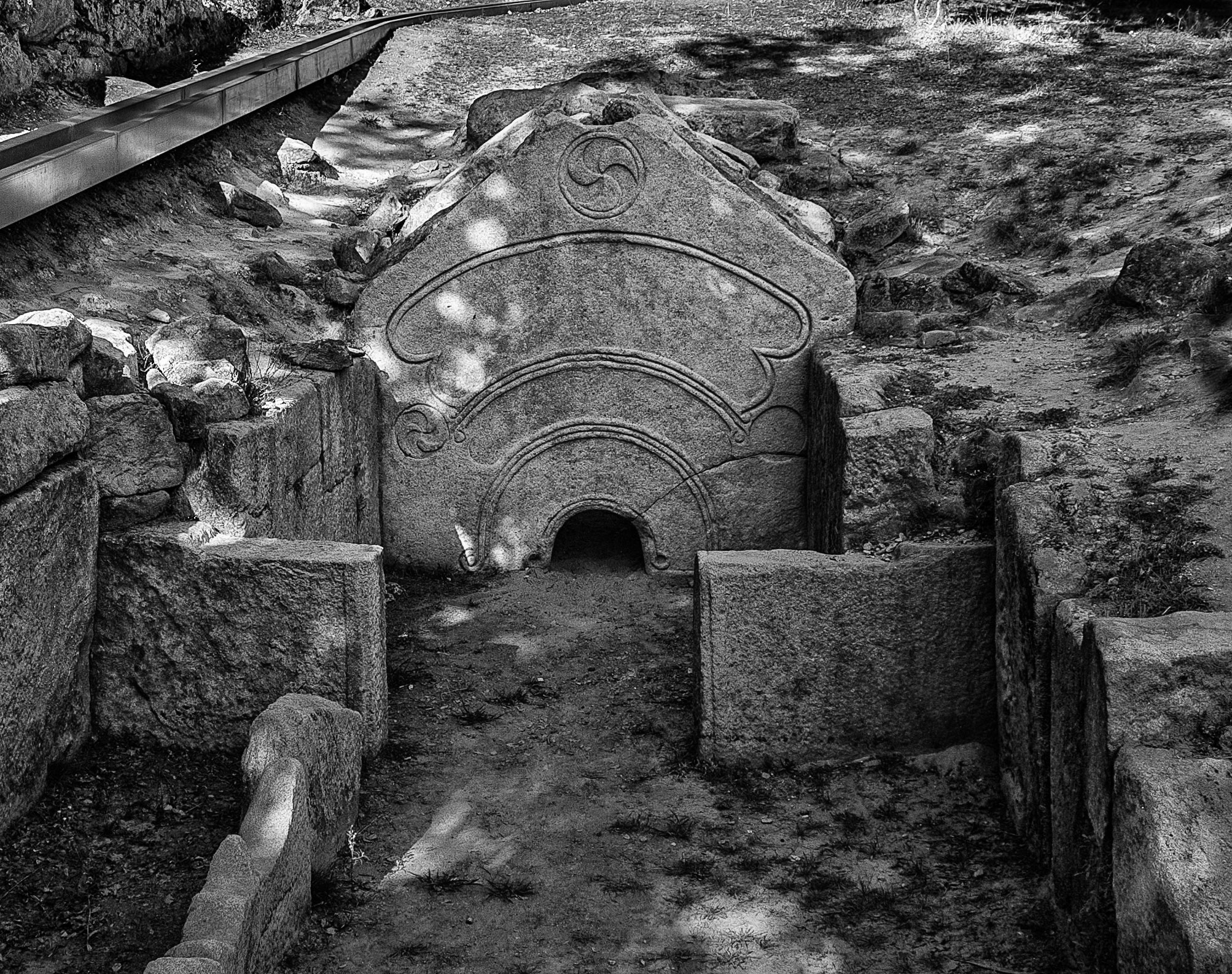
Pedra Formosa na citânia de Briteiros (Guimarães, Portugal).
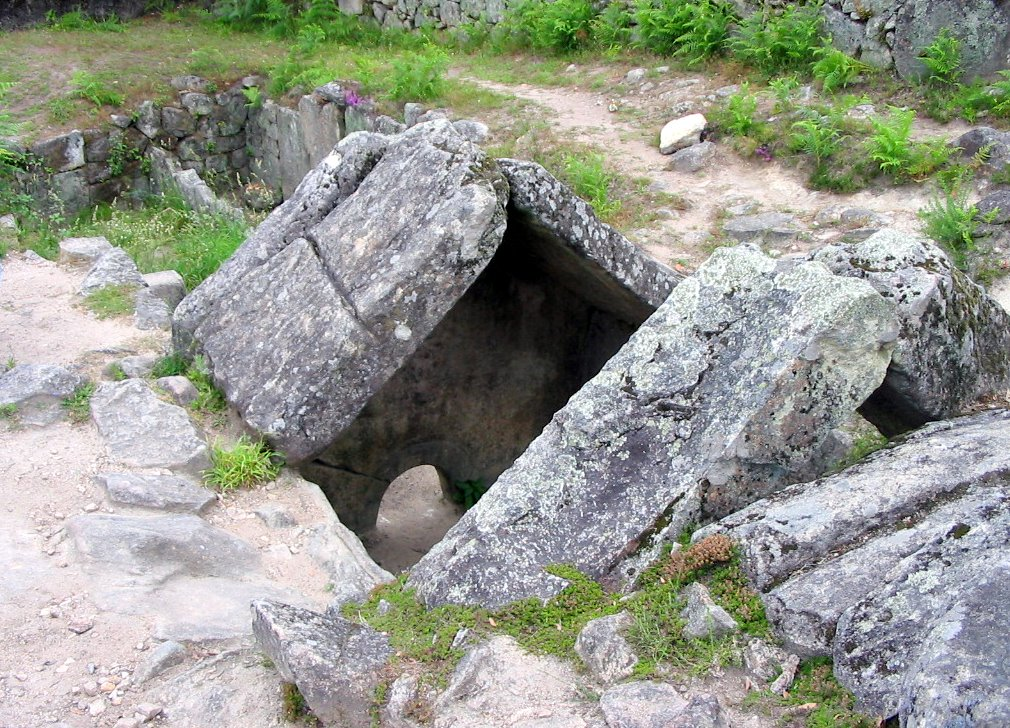
Balneário da citânia de Briteiros.
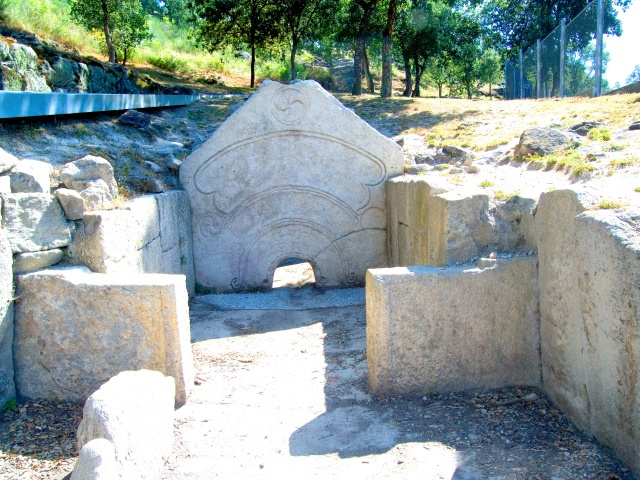
Balneário da citania de Briteiros.
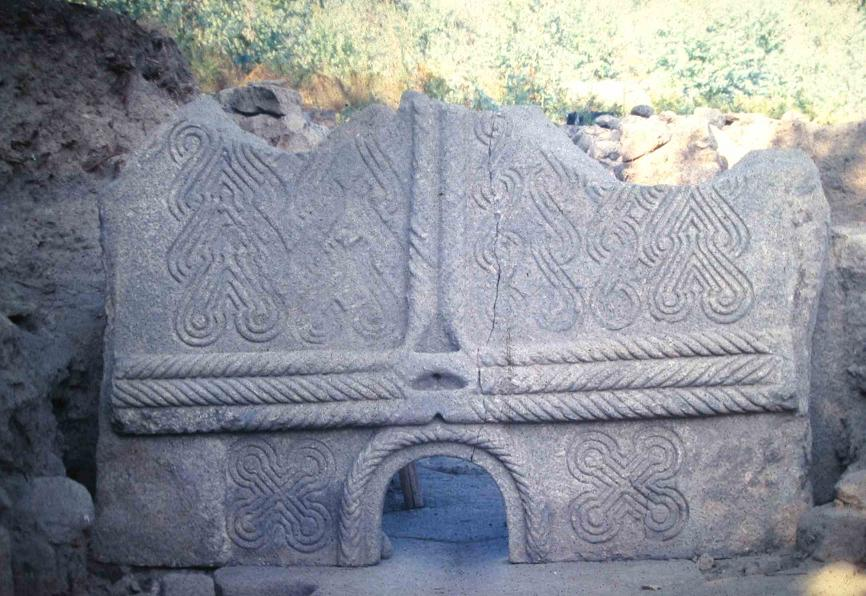
Pedra formosa do Castro das Eiras (Vila Nova de Famalicão, Portugal).
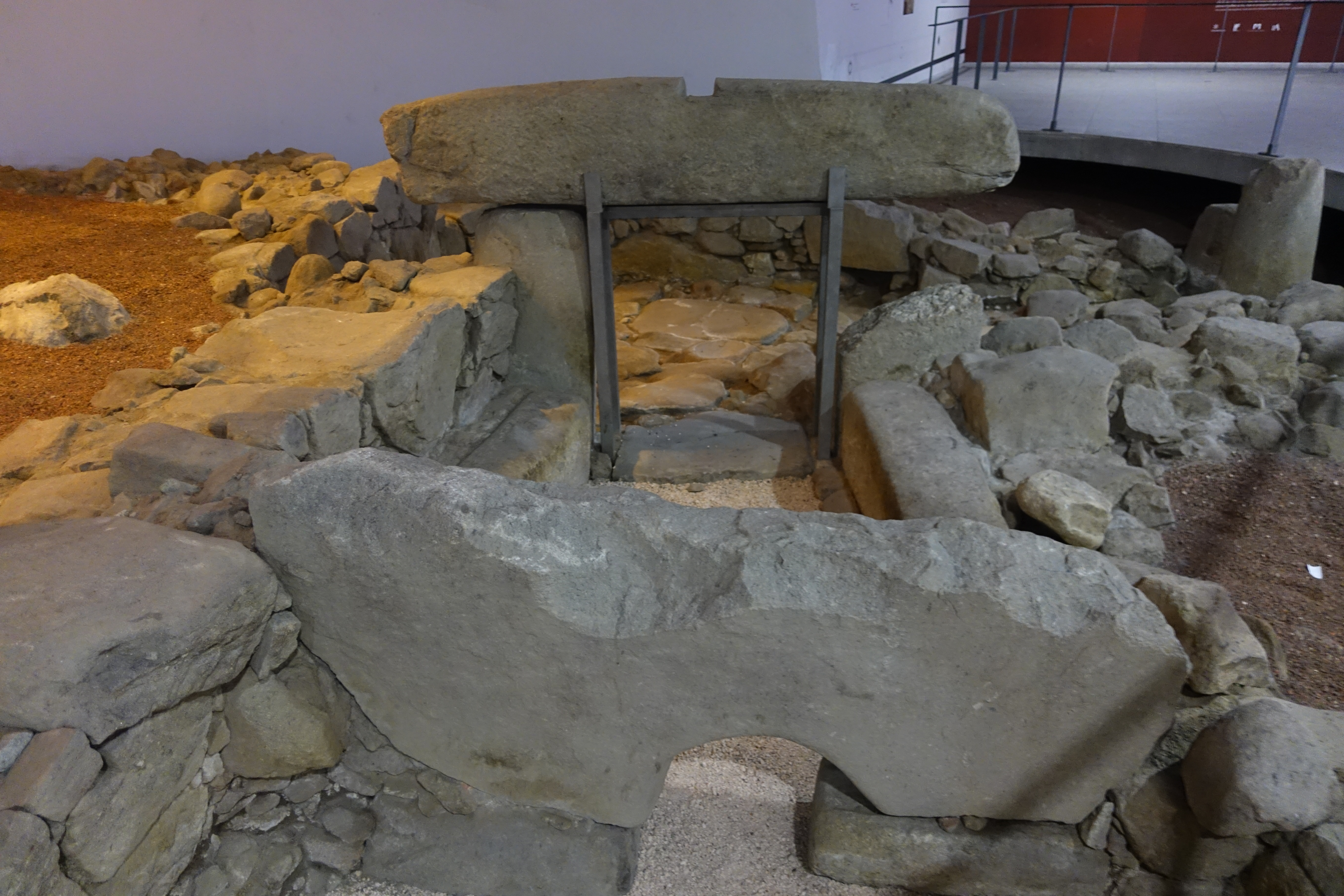
Balneário Pré-Romano de Braga.
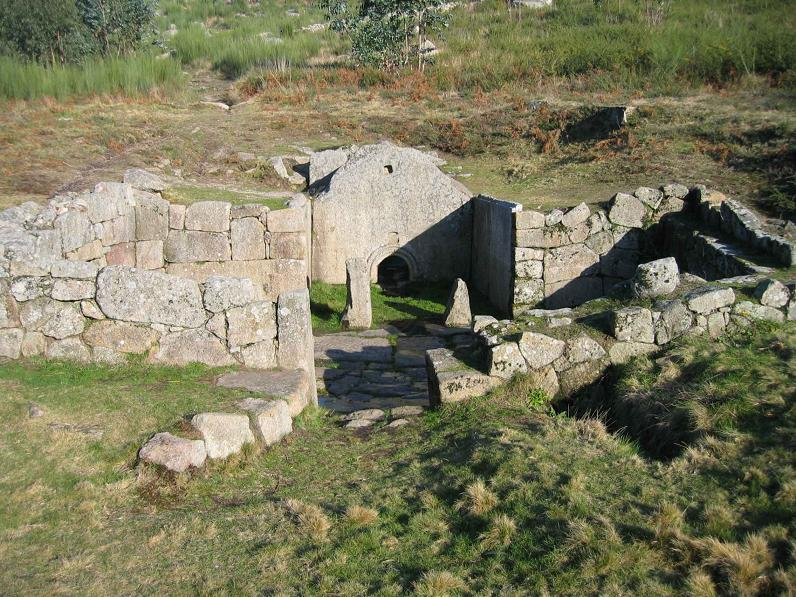
Sauna da citânia de Sanfins (Paços de Ferreira, Portugal).